# Takanobu Komiyama
Takanobu Komiyama (Chiba, 3 oktober 1984) is een Japans voetballer.

## Carrière
Takanobu Komiyama speelde tussen 2006 en 2009 voor Yokohama F. Marinos. Hij tekende in 2010 bij Kawasaki Frontale.